# Litvínov
Litvínov (niem. Oberleutensdorf) – miasto w Czechach, w kraju usteckim. Według danych z 31 grudnia 2003 powierzchnia miasta wynosi 4070 ha, a liczba jego mieszkańców – 27 022 osób.

## Demografia
| Rok             | 1970   | 1980   | 1991   | 2001   | 2003   |
| --------------- | ------ | ------ | ------ | ------ | ------ |
| Liczba ludności | 26 842 | 29 551 | 29 096 | 27 397 | 27 022 |

Źródło: Czeski Urząd Statystyczny

## Gospodarka
W południowej części miasta – Záluží, znajduje się największa czeska rafineria (nominalna moc przerobowa 5,492 mln t/r) należąca do grupy Unipetrol.

## Transport
W Litvínovie, od 1901 roku, funkcjonuje wspólna z Mostem sieć tramwajowa, składająca się z 5 linii. Ponadto istnieje miejska komunikacja autobusowa.
Przez miasto przechodzą dwie linie kolejowe, na których znajdują się stacje:
- Litvínov
- Litvínov město – przystanek

## Sport
- HC Litvínov – klub hokejowy

## Ludzie związani z miastem
- Mikuláš Adaukt Voigt (1733–1787)
- Iva Frühlingová (*1982).
- Eva Herzigová
- František Bakrlík
- Josef Beránek

## Galeria

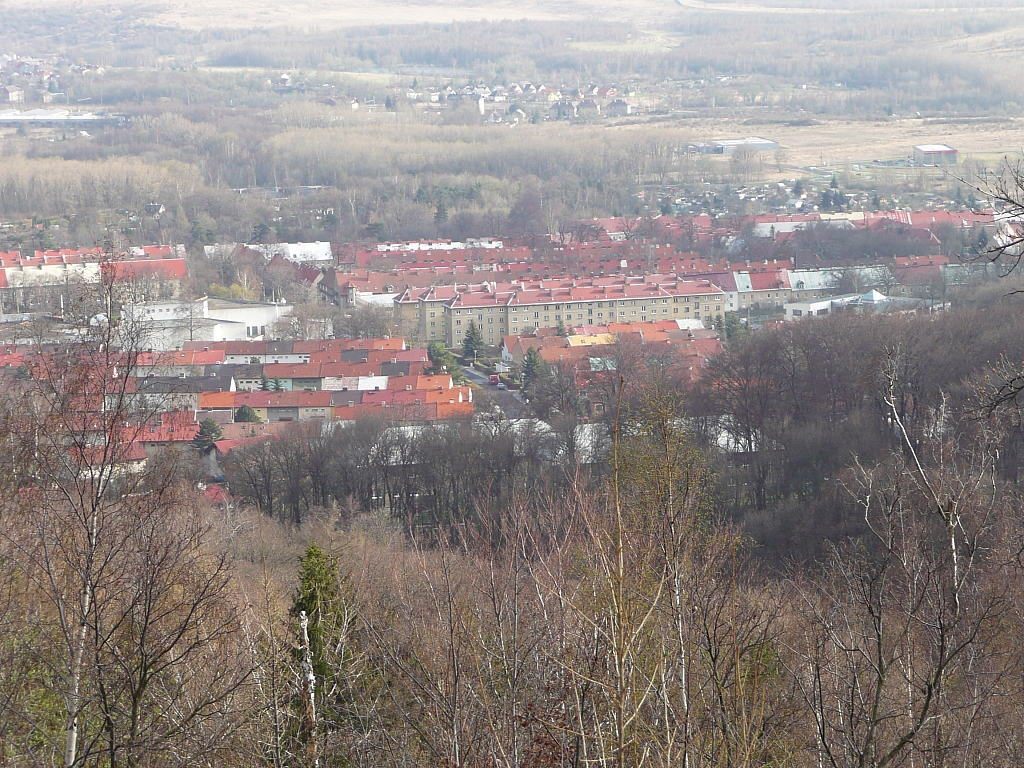
Widok miasta z gór
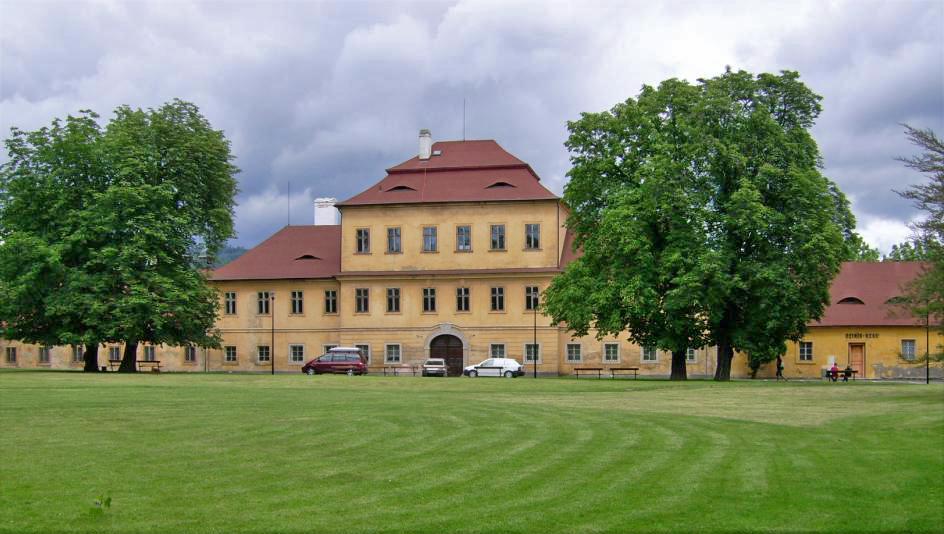
Zamek
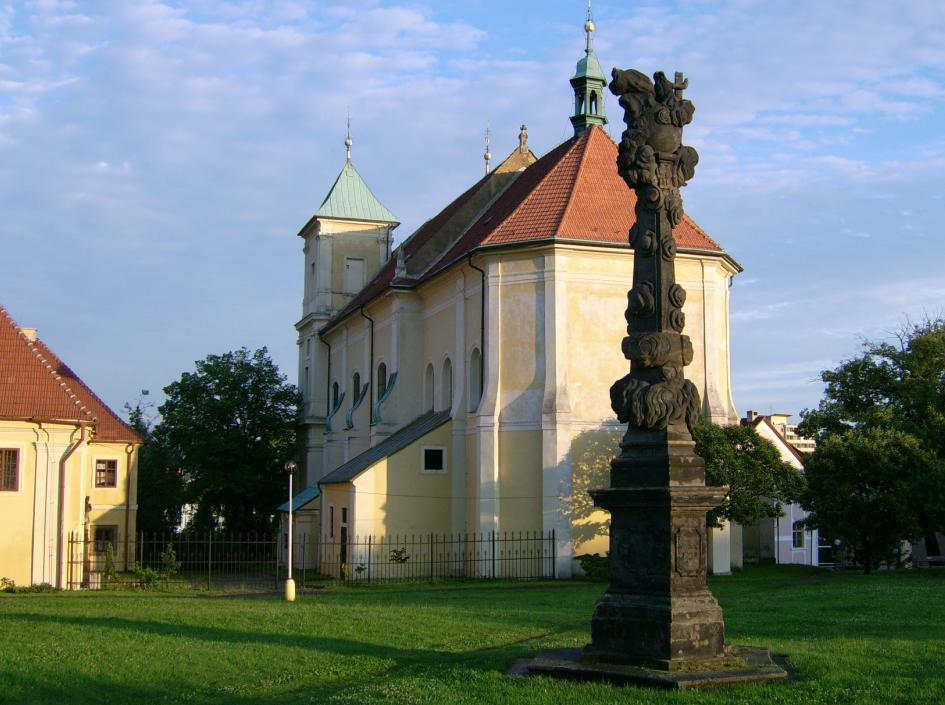
Słup morowy za kościołem
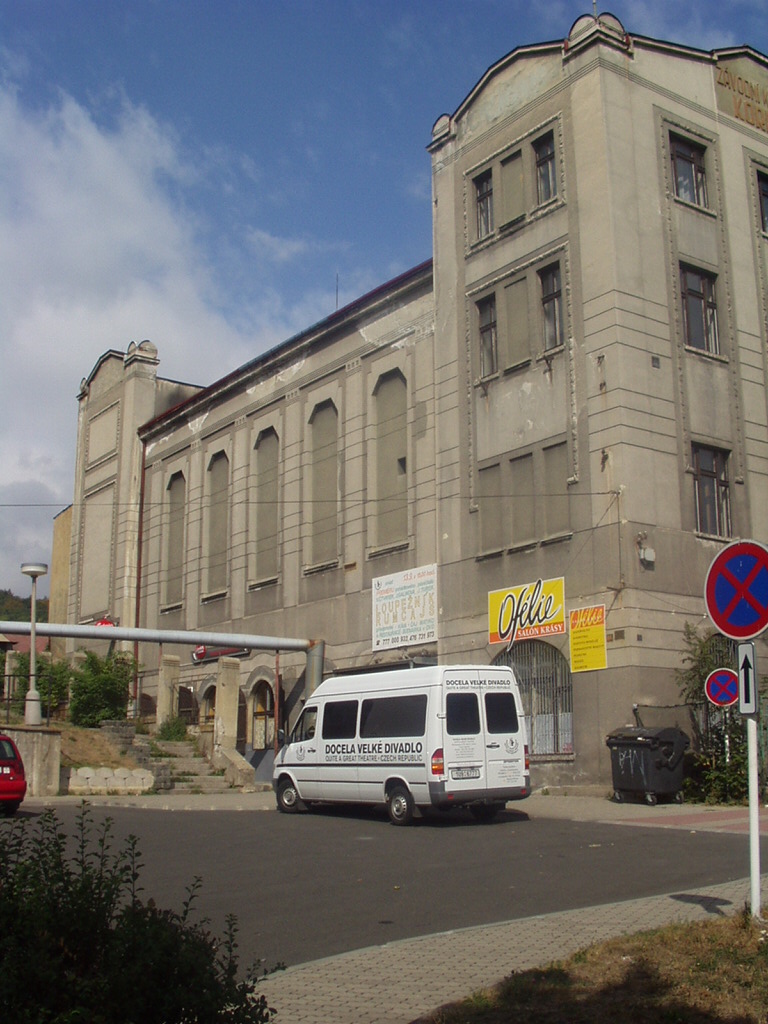
Teatr miejski